# Lonnie Mack
Lonnie Mack, född Lonnie McIntosh den 18 juli 1941 i West Harrison i Dearborn County i Indiana, död 21 april 2016 i Smithville i Tennessee, var en amerikansk rock- och bluesgitarrist. Mack använde en Gibson Flying V-gitarr, och hans teknik att använda svajarm på gitarr gjorde armen känd som "the whammy bar" efter hans hitlåt "Wham!".
Han påbörjade sin karriär på 1950-talet och blev studiomusiker på skivbolaget King Records där bland andra James Brown och Hank Ballard spelade in musik. Han fick sin första hitsingel 1963 med en instrumental version av Chuck Berrys komposition "Memphis" som nådde femteplatsen på Billboard Hot 100. Även "Wham!" som var Macks egen komposition och släpptes som uppföljare blev en hit och placerade sig på #24 på nämnda lista. En tid senare släpptes albumet The Wham of that Memphis Man som innehöll båda dessa låtar och räknas som hans definitiva skiva. 1970 var han med på inspelningarna av the Doors album Morrison Hotel och han spelar basgitarr på låten "Roadhouse Blues". På 1970-talet släppte han några countryalbum som inte blev några försäljningsframgångar. Han har sedan 1980-talet uppträtt och spelat in ny musik sporadiskt. 
Han är medlem i Rockabilly Hall of Fame.

## Diskografi
Studioalbum
- 1964 – The Wham of that Memphis Man!
- 1969 – Glad I'm in the Band
- 1969 – Whatever's Right
- 1971 – The Hills of Indiana
- 1973 – Dueling Banjos (med Rusty York)
- 1977 – Home at Last
- 1978 – Lonnie Mack with Pismo
- 1985 – Strike Like Lightning
- 1986 – Second Sight
- 1988 – Roadhouses and Dance Halls
- 1999 – South (inspelat 1978)

Livealbum
- 1990 – Lonnie Mack Live: Attack of the Killer V (inspelat December 1989)
- 1998 – Live At Coco's (inspelat 1983)